# Amar es combatir
Amar es combatir, pubblicato nell'agosto del 2006, è un album del gruppo messicano Maná.
Questo disco ha riscontrato un grandissimo gradimento negli Stati Uniti, in Messico, in tutta l'America Latina e in Europa. È stato registrato nello studio The Hit Factory di Miami.
Sono già stati realizzati i video di Labios compartidos, Manda una señal e Bendita tu luz. Quest'ultimo ha davvero avuto una fortuna impressionante tra gli ammiratori del gruppo messicano.
I Maná hanno iniziato il tour Amar es combatir nel febbraio 2007. Hanno già toccato molti Paesi quali Messico, Stati Uniti, Repubblica Dominicana, Porto Rico, Paraguay, Cile, Uruguay, Argentina e Spagna. Ma il tour si prospetta ancora più ampio e per il 2008 raggiungerà moltissimi altri Paesi americani ed europei.

## Tracce
1. Manda una señal – 5:08 (Fher Olvera)
2. Labios compartidos – 5:18 (Fher Olvera)
3. Ojalá pudiera borrarte – 4:55 (Fher Olvera)
4. Arráncame el corazón – 4:44 (testo: Fher Olvera – musica: Álex González)
5. Tengo muchas alas – 4:32 (Fher Olvera)
6. Dime Luna – 4:49 (Fher Olvera)
7. Bendita tu luz (feat. Juan Luis Guerra) – 4:23 (testo: Fher Olvera – musica: Sergio Vallín)
8. Tú me salvaste – 4:19 (Álex González)
9. Combatiente – 4:37 (testo: Fher Olvera – musica: Álex González)
10. El viaje (Dub) – 4:16 (Álex González)
11. El rey tiburón – 4:51 (Fher Olvera)
12. Somos mar y arena – 4:42 (testo: Fher Olvera – musica: Sergio Vallín)
13. Relax – 4:16 (Sergio Vallín)